# バリー・イェルヴァートン (初代エイヴォンモア子爵)

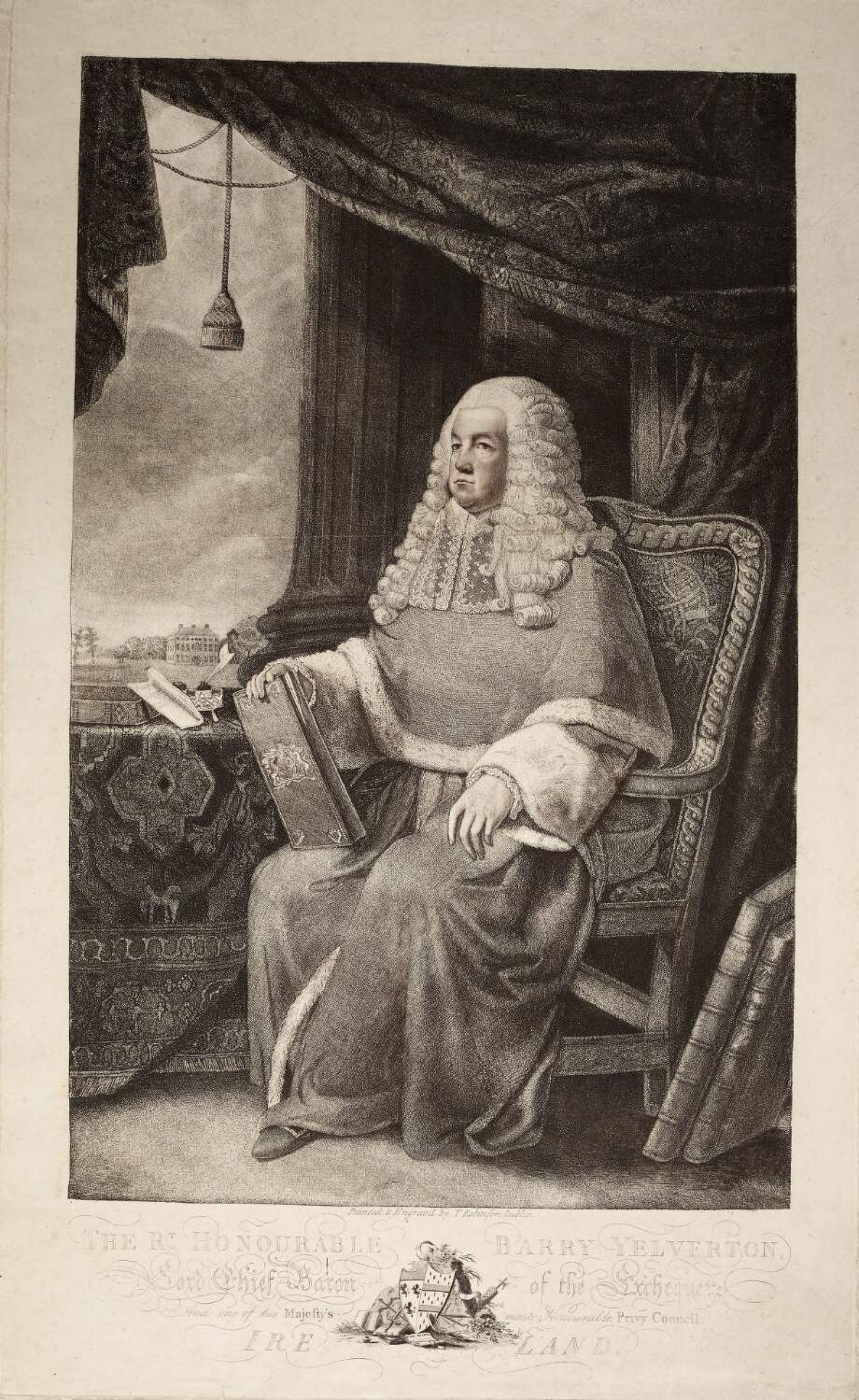
バリー・イェルヴァートン

初代エイヴォンモア子爵バリー・イェルヴァートン（英語: Barry Yelverton, 1st Viscount Avonmore PC (Ire) KC、1736年5月28日 – 1805年8月19日）は、アイルランド王国出身の裁判官、政治家、貴族。アイルランド愛国党に属するアイルランド庶民院議員であり、1782年にアイルランドの立法権を制限するポイニングス法を改正するイェルヴァートン法の法案を提出して、アイルランドの立法権を取り戻したことで知られた。同年よりアイルランド法務長官（1782年 – 1783年）、アイルランド財務府裁判所主席裁判官（1783年 – 1805年）を歴任したほか、1800年合同法を支持した。

## 生涯

### 弁護士として
フランシス・イェルヴァートン（Francis Yelverton、1705年 – 1746年3月27日）と妻エリザベス（Elizabeth、1717年11月16日 – 1804年、ジョナス・バリーの娘）の息子として、1736年5月28日に生まれた。プロテスタントの家族だったが、裕福ではなかったという。チャールヴィル・スクール（Charleville School）で教育を受けた後、1753年にダブリン大学トリニティ・カレッジに入学、1755年に奨学金を得て、1757年にB.A.の学位を、1761年にLLBの学位を修得、1774年にLLDの学位を授与された。ダブリン大学在学中にアンドルー・バック（Andrew Buck）が設立したハイバーニアン・アカデミー（Hibernian Academy、ハイバーニアンは「アイルランド人」の意味）で助教を務める必要があったほど家計の厳しい状態であり、1761年に結婚した妻の家族が裕福だったおかげで卒業できた。1759年10月10日にミドル・テンプルに入学、1764年にダブリンで弁護士資格免許を取得した。
目立たない見た目だったが、修辞表現に長け、教養もあったためアイルランド大法官の初代リフォード男爵ジェームズ・ヒューイットに評価され、1772年に勅選弁護士とキングス・インズの評議員に選出された。『オックスフォード英国人名事典』によれば、弁護士として華々しく成功したわけではなく、安定して名声を高めた形だった。ただし、イェルヴァートンの演説文は19世紀末時点でほとんど現存しないとされる。

### 愛国党議員として
1774年にドニゴール・バラ選挙区でアイルランド庶民院議員に当選した。1776年の総選挙ではドニゴール・バラ、ベルファスト、キャリクファーガスの3選挙区で当選して、キャリクファーガスの代表として議員を務めることを選択した。ドニゴール・バラでは第2代アラン伯爵アーサー・ゴアの支持を、キャリクファーガスでは第5代ドニゴール伯爵アーサー・チチェスターの支持を受けての当選だった。1783年の総選挙でも再選した。
このように当選は後援者のおかげだったものの、その後援者の意思を汲んで庶民院で活動したわけではなく、代わりにヘンリー・グラタンらのアイルランド愛国党に与し、アメリカ独立戦争初期より政府に反対したほか、1778年のカトリック解放法案を支持、1779年の自由貿易論争（グレートブリテンと比較して不利な貿易制限の撤廃を目指す論争）でアイルランド議会が主導権を握れるよう尽力、1780年にはアイルランド枢密院のアイルランドにおける議会立法の改正権・否決権の撤廃法案を提出して否決された。
1781年秋にヨークタウンの戦いでのイギリス軍敗北の報せがアイルランドに届いたことでイギリス政府の求心力が弱まり、イェルヴァートンはイギリス政府と交渉して、1781年12月にアイルランド議会がイギリス政府を支持すると表明するよう議案を出し、その代償としてイギリス政府がイェルヴァートンによるポイニングス法（アイルランドの立法権を制限する15世紀の法律）の改正に中立にとどまることを約束した。イェルヴァートンは同12月にポイニングス法改正法案を提出、法案は1782年3月より審議されたが、ヨークタウンの敗戦によるイギリス政府の求心力低下は深刻で、もはやアイルランド議会で反対論を盛り上げる力もなく、法案は可決されアイルランドは立法権を取り戻した。この法案は一般的には「イェルヴァートン法」（Yelverton's act）として知られている。

### 官職就任以降
1782年7月にポートランド公爵がアイルランド総督に就任すると、イェルヴァートンはアイルランド法務長官に任命された。この時代のアイルランド法務長官は庶民院を主導することが求められ、イェルヴァートンのすぐれた演説を期待しての任命とされた。しかし「世相に疎い」とも評されており、1783年11月にヘンリー・フラッドが選挙法改正法案を提出したときにそれに反対したものの、同年12月にはアイルランド財務府裁判所主席裁判官に追いやられた。裁判官としては1797年にユナイテッド・アイリッシュメンのウィリアム・オーに死刑判決を下したことで知られる。
以降はアイルランド大法官への昇進を狙い、1789年の摂政法危機（国王ジョージ3世が精神疾患により政務を執れなかったとき、摂政任命をめぐる政争）ではアイルランドの（グレートブリテンから独立した）摂政任命権の有無について議論があり、グラタンやアイルランドにおけるホイッグ党は摂政任命権があると主張し、イェルヴァートンもそれを支持した。この主張が通るとイェルヴァートンがアイルランド大法官に任命されることは大方の予想だったが、結局失敗に終わった。
1794年にフィッツウィリアム伯爵がアイルランド総督に就任すると、イェルヴァートンは再び大法官への任命に期待したが、1795年6月15日にアイルランド貴族であるコーク県におけるエイヴォンモアのイェルヴァートン男爵に叙された程度だった。
1800年合同法にも賛成の立場をとったことで、1800年12月29日/1801年1月1日、アイルランド貴族であるティペラリー県におけるデリー・アイランドのエイヴォンモア子爵に叙された。この叙爵にはポートランド公爵が反対したという。
1805年8月19日にダブリン県フォースフィールド（Forthfield）で死去、息子ウィリアム・チャールズが爵位を継承した。遺体はダブリン近郊のラスファーナムに埋葬された。

## 人物
裁判官としての評価はよくなく、『英国人名事典』では第一印象に判決を左右されやすいと評し、『オックスフォード英国人名事典』では公正さを目指したものの判決を急ぎがちと評している。
この時代のアイルランド議会は高名な演説者が輩出しており、『英国人名事典』によれば論理はフラッドに、簡潔さはグラタンに、パトス（感情を呼び起こす力）はジョン・フィルポット・カランに分があったが、力強さはイェルヴァートンが最も優れていたという。グラタンもグレートブリテン庶民院における演説でイェルヴァートンの演説の力強さを称えている。友人関係ではフィルポットの後援者でありながら親しい友人でもあったという。
ヒュー・ダグラス・ハミルトンによる肖像画がキングス・インズに、ジョージ・フランシス・ジョセフによる肖像画がダブリン大学トリニティ・カレッジに現存する。

## 家族
1761年7月、メアリー・ニュージェント（Mary Nugent、1733年3月28日 – 1802年、ウィリアム・ニュージェントの娘）と結婚、3男1女をもうけた。
- ウィリアム・チャールズ（英語版）（1762年4月5日 – 1814年11月28日） - 第2代エイヴォンモア子爵[4]
- バリー（1763年11月22日 – 1824年5月[3]）
- ウィリアム・アグリオンビー（英語版）（1772年1月26日 – 1824年6月3日） - 1791年11月28日、セシリア・イェルヴァートン（Cecilia Yelverton、1801年没、ジョージ・イェルヴァートンの娘）と結婚、子供あり[10]
- アン・マリア（1775年9月28日 – 1865年4月27日） - 1791年5月21日、初代クランモリス男爵ジョン・ビンガムと結婚、子供あり[11]